# 트리샬라
트리샬라 또는 비데하닷타, 프리야카리니는 자이나교의 제24대 티르탕카라인 마하비라의 어머니로, 밧지 연맹의 가맹국 중 하나인 나야 공화국 가나무키야(수장) 싯다르타의 아내이다. 그녀는 자이나교 문헌에서 언급된다.

## 생애
트리샬라는 리차비 공화국의 귀족 영애로 태어났다. 자이나교 경전 우타라푸라나는 모든 티르탕카라와 다른 살라카푸루사들의 삶을 상세히 기술하고 있다. 자이나교 경전에는 체타카에게 10명의 형제와 7명의 자매가 있었다고 언급되어 있다. 그의 여동생 프리야카리니트리샬라는 싯다르타와 결혼했다. 슈베탐바라 경전과 인도학자 헤르만 야코비에 따르면, 바르다마나 마하비라의 어머니 트리샬라는 체타카의 여동생이었다. 그의 세 번째 부인 크셰마는 펀자브의 마드라족 왕의 딸이었다.
트리샬라에게는 7명의 자매가 있었는데, 그 중 한 명은 자이나교 수도녀로 생활했고, 나머지 여섯 명은 마가다의 빔비사라를 포함한 유명한 왕들과 결혼했다. 그녀와 그녀의 남편 싯다르타는 23대 티르탕카라인 파르슈바나타의 추종자들이었다. 자이나교 경전에 따르면, 트리샬라는 기원전 6세기 동안 9개월 7일 반 동안 그녀의 아들을 데리고 다녔다. 그러나 자이나교에 따르면 모든 티르탕카라는 크샤트리야여야 하기 때문에, 일반적으로 그가 브라만 리샤바닷타의 부인인 데바난다에 의해 임신되었고, 태아는 인드라에 의해 트리샬라의 자궁으로 옮겨졌다고 자이나교도들은 믿고 있다. 이 모든 것은 주로 티르탕카라의 전기인 칼파수트라에 언급되어 있다.

## 길몽

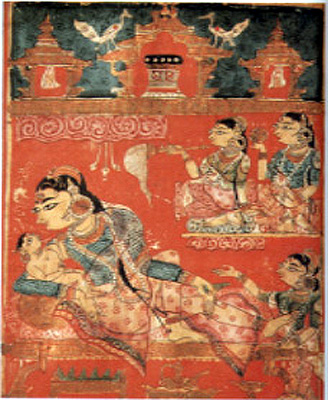
칼파수트라에 나오는 마하비라(제24대 자이나교 티르탕카라)의 탄생을 묘사한 그림의 세부 묘사, 1375~1400년경.

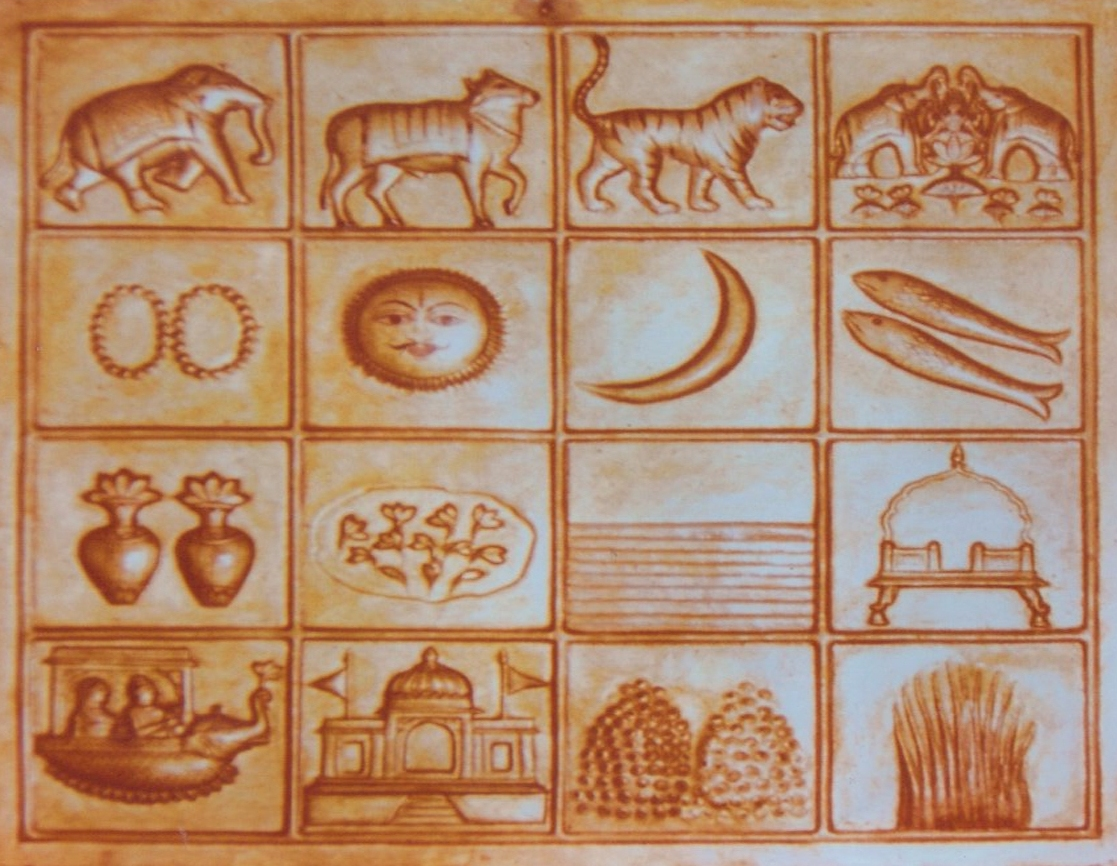
트리샬라가 꾼

자이나교 경전에 따르면, 티르탕카라의 어머니는 태아가 필멸의 몸에 있는 생명(영혼)의 하강으로 살아날 때 여러 가지 상서로운 꿈을 본다고 한다. 이것은 가르바 칼야나카라고 기념된다. 공의파에 따르면, 꿈의 수는 16개이다. 백의파는 그것들이 단지 14개라고 믿는다. 이 꿈들을 본 후에, 그녀는 그녀의 남편인 싯다르타를 깨웠고 그 꿈들에 대해 말했다. 다음날 싯다르타는 의회의 학자들을 소집했고 그들에게 그 꿈들의 의미에 대해 설명해달라고 부탁했다. 학자들에 따르면, 이 꿈들은 그 아이가 매우 강하고, 용기가 있고, 미덕으로 가득 찬다는 것을 의미했다.
1. 코끼리 꿈(아이라바타)
2. 황소 꿈
3. 사자 꿈
4. 락슈미 꿈
5. 꽃 꿈
6. 보름달 꿈
7. 태양 꿈
8. 큰 현수막 꿈
9. 은빛 유골함 꿈(칼라샤)
10. 연꽃으로 가득한 호수의 꿈
11. 유백색 바다의 꿈
12. 천체 마차의 꿈(비마나)
13. 보석더미의 꿈
14. 연기가 없는 불의 꿈
15. 물고기 한 쌍의 꿈 (공의파)
16. 왕좌 꿈 (공의파)

## 유산
오늘날 자이나교도들은 꿈을 꾼 날을 행사로 기념한다. 이 행사는 스와프나 다르샨이라고 불리고 종종 "기 볼리"의 일부이다.
트리샬라는 싯다르타와 함께 자이나교도들에게 숭배되며, 그림과 조각에 자주 묘사된다.

## 참고 문헌
- Sunavala, A.J. (1934), 《Adarsha Sadhu: An Ideal Monk.》 Fir paperback, 2014판, Cambridge University Press, ISBN 9781107623866, 2015년 9월 1일에 확인함
- Shah, Umakant Premanand (1987), 《Jaina-Rupa Mandana: Jaina Iconography》 1, India: Shakti Malik Abhinav Publications, ISBN 81-7017-208-X
- FreeIndia.org 보관됨 2015-09-24 - 웨이백 머신
- JainWorld
- Trishla Mata Temple Mahavirpuram 보관됨 2017-09-20 - 웨이백 머신

1. 1 2  Mahāprajña, Acharya (1974). 《Shraman Mahavira》 (PDF). Ladnun: Jain Vishwa Bharati Prakashan. 7,8쪽. 2020년 11월 21일에 원본 문서 (PDF)에서 보존된 문서. 2024년 8월 25일에 확인함.
2. 1 2  Sikdar & 1964 498.
3. 1 2  “Mahavira, Jaina teacher”. 《Encyclopædia Britannica》. 2015년 9월 1일에 확인함.
4. 1 2  Sunavala 1934, 52쪽.
5. ↑  Jain, Dr. Pannalal (2015), 《Uttarapurāṇa of Āchārya Guṇabhadra》, Bhartiya Jnanpith, 482쪽, ISBN 978-81-263-1738-7
6. ↑  Krishna, Narendra. (1944) History of India, A. Mukherjee & bros. p. 90.
7. ↑  Zimmer, Heinrich (1953),  Joseph Campbell, 편집., 《Philosophies Of India》, London: Routledge & Kegan Paul Ltd, 195쪽, ISBN 978-8120807396
8. 1 2  Shah 1987, 47쪽.